# ستيفن كولينز (متسابق دراجات نارية)
ستيفن كولينز (بالإنجليزية: Stephen Collins)‏ هو متسابق دراجات نارية بريطاني، ولد في 8 يونيو 1966 في مانشستر في المملكة المتحدة.